# 앙리 드 바예라투르
앙리 드 바예라투르 백작(프랑스어: Henri, comte de Baillet-Latour, 1876년 3월 1일 ~ 1942년 1월 6일)은 1925년부터 1942년까지 제3대 국제 올림픽 위원회(IOC) 위원장을 역임한 벨기에의 귀족이다.

## 어린 시절
브뤼셀에서 태어난 앙리 드 바예라투르는 3명의 자식들 중 첫째였다. 그의 부친은 안트베르펀주의 전 지사 페르디낭 드 바예라투르 백작이었고, 모친은 카롤린 들트레몽 드 뒤라 여백작이었다.
1895년과 1897년 사이에 그는 루뱅 대학교에서 법학을 전공하였다.
그의 엘리자베스 클라리-알드링언 여백작에게 결혼식이 1904년 7월 14일에 열렸다. 그들의 아들 기 시그프리드 페르디낭이 1905년 5월, 딸 소피 테레세 기슬랭 마리가 1908년 2월에 태어났다.

## 경력

### 벨기에 올림픽 위원회

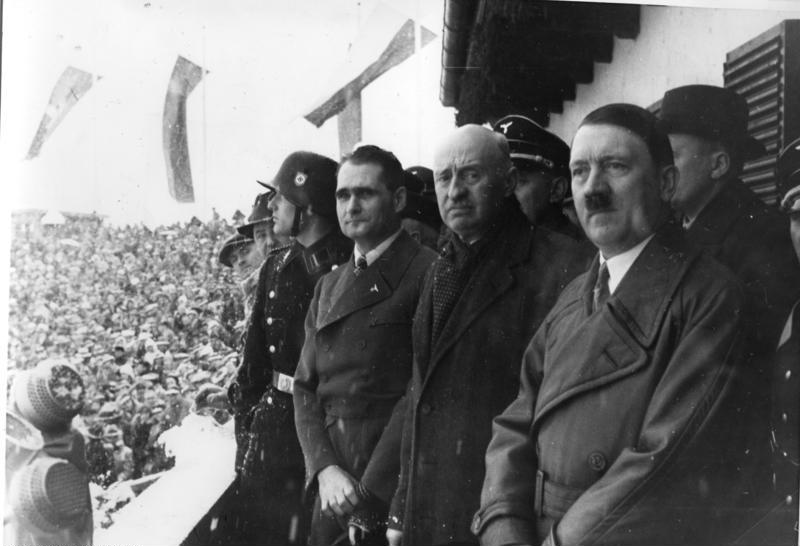
1936년 동계 올림픽에서 아돌프 히틀러 (오른쪽)와 루돌프 헤스 사이에 서 있는 드 바예라투르 백작

드 바예라투르는 1903년 국제 올림픽 위원회 (IOC)의 위원으로 선출되었다. 그는 벨기에에서 스포츠 조직과 함께 직무가 할당되었고, 1906년 벨기에 올림픽 위원회를 공동 창립하였다. 그는 1908년 런던 올림픽과 1912년 스톡홀름 올림픽에서 벨기에의 참가 조종을 위하여 책임이 있었다.
그는 벨기에의 도시 안트베르펀을 위하여 1920년 하계 올림픽을 확보하는 데 수단이었고, 경기를 위하여 준비하는 데 단 한해가 남으면서 그는 제1차 세계 대전에 이어 벨기에에서 폐허 속에 거대한 사건을 결성하는 데 책임을 지었다. 1920년 경기는 짧은 예고에 불구하고 거대한 성공으로 밝혀져 그의 IOC 동료들 사이에 그는 많은 존경을 얻었다.

### 국제 올림픽 위원회
근대 올림픽의 창시자 피에르 드 쿠베르탱 남작이 1925년 위원장 직으로부터 퇴임할 때 그의 후임자로서 앙리 드 바예라투르가 선출되었다. 그는 1933년 6월 IOC 위원장으로서 2번째 기간을 위하여 재선되어 1942년 자신의 사망까지 17년 동안 직위를 보유하였다. IOC 위원장으로서 그는 올림픽 운동을 위협하고 있던 증가하는 정치적, 상업적 압박들에 불구하고, 전 세계 아마추어 스포츠의 가치를 성원함은 물론 전통적인 이상과 무결성을 보존하는 헌신을 하였다. 그는 아직 외교에서 결심되어 IOC 안에서 매우 존경을 받았다.
1939년 6월 IOC는 1940년 동계 올림픽을 결성하는 독일의 호의에 만장일치로 투표하여 경기를 결성하는 데 권리를 돌려준 일본을 대체하였다. 드 바예르투르는 3달 전 체코슬로바키아를 점령한 나치 독일의 호의에 결정이 정치적 영향들의 IOC 독립성을 보였다고 주장하였다.

## 사망
그는 1942년 1월 6일 브뤼셀에서 심근경색으로 사망하였다. 그가 사망하기 4달 전 그의 외동 아들이 자유 벨기에군과 복무에 스코틀랜드 애런섬에서 36세의 나이에 추락사하였다.
앙리 드 바예라투르는 자신의 부위원장 시그프리드 에드스트룀에 의하여 IOC 위원장으로서 대체되었다.